# Região Geográfica Imediata de Teófilo Otoni
A Região Geográfica Imediata de Teófilo Otoni é uma das 70 regiões geográficas imediatas do Estado de Minas Gerais, uma das sete regiões geográficas imediatas que compõem a Região Geográfica Intermediária de Teófilo Otoni. Criada em 2017 pelo IBGE, a região é composta por 27 municípios, sendo o município de Teófilo Otoni o mais populoso com uma população de 137 418 habitantes.

## Municípios
| Município             | População (censo 2022) | Área          | Fonte  |
| --------------------- | ---------------------- | ------------- | ------ |
| Ataléia               | 13 736                 | 1 836,925 km² | [ 3 ]  |
| Campanário            | 2 923                  | 442,398 km²   | [ 4 ]  |
| Caraí                 | 19 548                 | 1 242,345 km² | [ 5 ]  |
| Carlos Chagas         | 18 615                 | 3 202,984 km² | [ 6 ]  |
| Catuji                | 7 030                  | 419,380 km²   | [ 7 ]  |
| Franciscópolis        | 5 034                  | 717,087 km²   | [ 8 ]  |
| Frei Gaspar           | 5 640                  | 626,672 km²   | [ 9 ]  |
| Itaipé                | 10 463                 | 480,829 km²   | [ 10 ] |
| Itambacuri            | 21 042                 | 1 419,209 km² | [ 11 ] |
| Itaobim               | 19 151                 | 679,024 km²   | [ 12 ] |
| Ladainha              | 14 383                 | 866,290 km²   | [ 13 ] |
| Malacacheta           | 17 516                 | 727,866 km²   | [ 14 ] |
| Monte Formoso         | 4 381                  | 385,553 km²   | [ 15 ] |
| Nanuque               | 35 038                 | 1 518,166 km² | [ 16 ] |
| Nova Módica           | 3 663                  | 375,973 km²   | [ 17 ] |
| Novo Cruzeiro         | 26 975                 | 1 702,981 km² | [ 18 ] |
| Novo Oriente de Minas | 10 275                 | 755,151 km²   | [ 19 ] |
| Ouro Verde de Minas   | 5 757                  | 175,482 km²   | [ 20 ] |
| Padre Paraíso         | 17 334                 | 544,375 km²   | [ 21 ] |
| Pavão                 | 8 047                  | 601,190 km²   | [ 22 ] |
| Pescador              | 3 570                  | 317,463 km²   | [ 23 ] |
| Ponto dos Volantes    | 10 883                 | 1 212,413 km² | [ 24 ] |
| Poté                  | 13 666                 | 625,111 km²   | [ 25 ] |
| São José do Divino    | 3 464                  | 328,704 km²   | [ 26 ] |
| Serra dos Aimorés     | 6 944                  | 213,574 km²   | [ 27 ] |
| Setubinha             | 9 917                  | 534,655 km²   | [ 28 ] |
| Teófilo Otoni         | 137 418                | 3 242,270 km² | [ 2 ]  |